# Gockoöarna
Gockoöarna är ett naturreservat i Kristinehamns kommun i Värmlands län.
Området är naturskyddat sedan 2016 och är 64 hektar stort. Reservatet omfattar skogbeklädda åsar i ett myrområde. Åsarna är bevuxna med gles skog av tall och gran.